# Grumman G-73 Mallard
Il Grumman G-73 Mallard fu un aereo anfibio a scafo centrale bimotore prodotto dall'azienda statunitense Grumman tra il 1946 e il 1951.
Utilizzato principalmente da alcune compagnie aeree mondiali per servizi di linea, è ancora oggi operativo nella sua conversione G-73T Turbo Mallard, dove è stata sostituita l'originale coppia di motori radiali con i più efficienti e moderni turboelica.

## Storia del progetto
Il successo commerciale acquisito con il G-21 Goose ed il successivo e più capiente G-44 Widgeon convinsero, nei primi anni quaranta, la Grumman Aircraft a sviluppare un nuovo modello di dimensioni ancora maggiori da offrire sul mercato dei trasporti di linea civili.
Il nuovo velivolo, che avrebbe preso il nome Mallard, manteneva le caratteristiche salienti dei precedenti modelli, bimotore anfibio ad ala alta a scafo centrale con carrello completamente retrattile, ma con dimensioni e portata utile aumentata a fornire sistemazione a 10 passeggeri.
Il prototipo venne portato in volo per la prima volta il 30 aprile 1946 quando però oramai la fine della seconda guerra mondiale aveva già saturato il mercato degli operatori regionali con i numerosissimi velivoli surplus ex USAAF. Tuttavia la bontà del progetto richiamò l'interesse del mercato e la Grumman riuscì ad ottenere delle commesse ed avviarne la produzione in serie fino al 1951.
Nei primi anni settanta la Frakes Aviation, azienda specializzata nella rimotorizzazione di velivoli dotati di motori a pistoni, avviò un programma di ammodernamento di una serie di Mallard equipaggiandoli con i turboelica Pratt & Whitney Canada PT6A e che grazie alla maggior potenza furono omologati per il trasporto fino a 17 passeggeri più i 3 membri dell'equipaggio. I modelli così convertiti assunsero la designazione di G-73T Turbo Mallard.
Un programma simile è stato intrapreso dalla società australiana Paspaley Pearling in collaborazione con l'Aero Engineers Australia al fine di modernizzare i mallard che costituiva la propria flotta aziendale, utilizzata per sostenere le proprie operazioni di produzione di perle nel nord dell'Australia. Gli esemplari sono stati sottoposti ad un inteso lavoro di revisione ed equipaggiati anch'essi con i turboelica PT6A e sono attualmente oggetto di un programma di estensione della vita operativa.

## Tecnica
Il Mallard era un aereo anfibio bimotore dall'impostazione classica a scafo centrale con galleggianti equilibratori fissi posti sotto le ali, carrello d'atterraggio completamente retrattile ed impennaggio classico monoderiva.

## Impiego operativo

### Civile

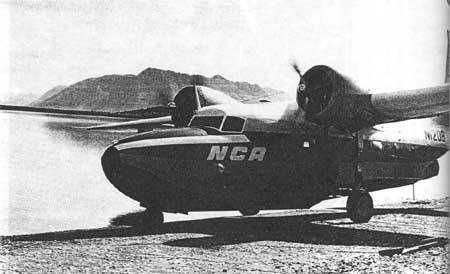
Immagine storica.

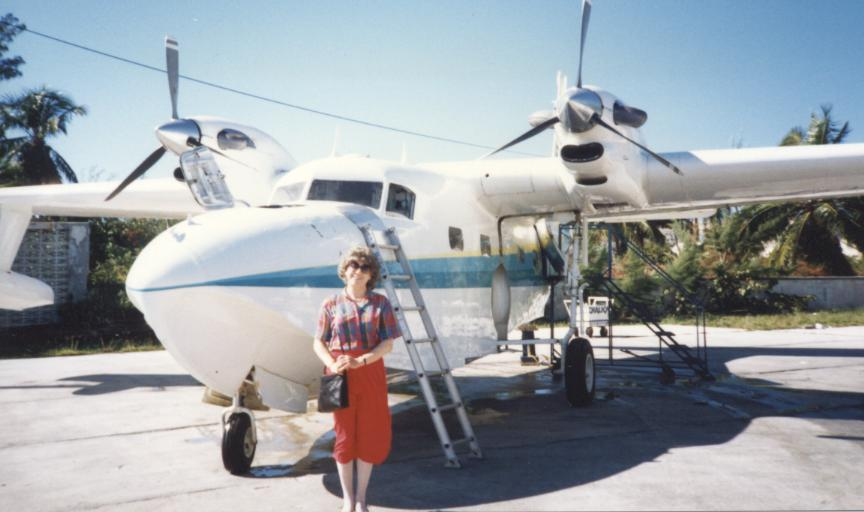
Un G-73T Turbo Mallard della Chalk's International Airlines al Bimini seaplane base, Bahamas, nel novembre 1989.

Il Mallard era stato realizzato per il mercato del trasporto di linea regionale ma la maggior parte dei 59 esemplari costruiti vennero acquistati da società per uso privato.
Il primo operatore civile fu una società canadese che cominciò ad utilizzarlo dal settembre 1946. Il più importante operatore rimane la compagnia aerea statunitense Chalk's Ocean Airways, poi Chalk's International Airlines, che operava dal Miami Seaplane Base (MPB), l'idroscalo di Miami, in Florida. Il 19 dicembre 2005, a causa di un incidente mortale dovuto a cedimenti strutturali occorso ad uno dei suoi G-73T Turbo Mallard (N2969), la commissione di investigazione ritenne necessario mettere a terra tutti gli esemplari per le necessarie verifiche e revisioni delle cellule.
Le conclusioni furono che l'aereo precipitò per distacco dell'ala destra dovuto a crepe per affaticamento strutturale e scarsa manutenzione.
Al giorno d'oggi sono ancora numerosi i Mallard in condizioni operative a conferma della solidità del progetto.

### Militare
L'unico operatore militare del Mallard fu la Royal Egyptian Air Force anche se non ne fece un uso propriamente militare. I due esemplari, acquistati nel 1949, erano stati allestiti con interni lussuosi e vennero utilizzati come aerei presidenziale e VIP dal Re Fārūq I d'Egitto e dai suoi dignitari fino alla caduta a seguito della Rivoluzione Egiziana del 1952. Gli esemplari vennero quindi presi in carico dal nuovo regime ed utilizzati dal generale Muhammad Naguib, primo Presidente dell'Egitto dal 1953 al 1954, dal colonnello Gamal Abd el-Nasser, suo successore fino al 1970, e personale diplomatico in visita con le insegne della United Arab Republic Air Force.

## Versioni
G-73 Mallard
versione originale equipaggiata con una coppia di motori radiali Pratt & Whitney Wasp H.
G-73T Turbo Mallard
conversione turboelica del Mallard equipaggiata con una coppia di Pratt & Whitney Canada PT6.

## Utilizzatori

### Civili

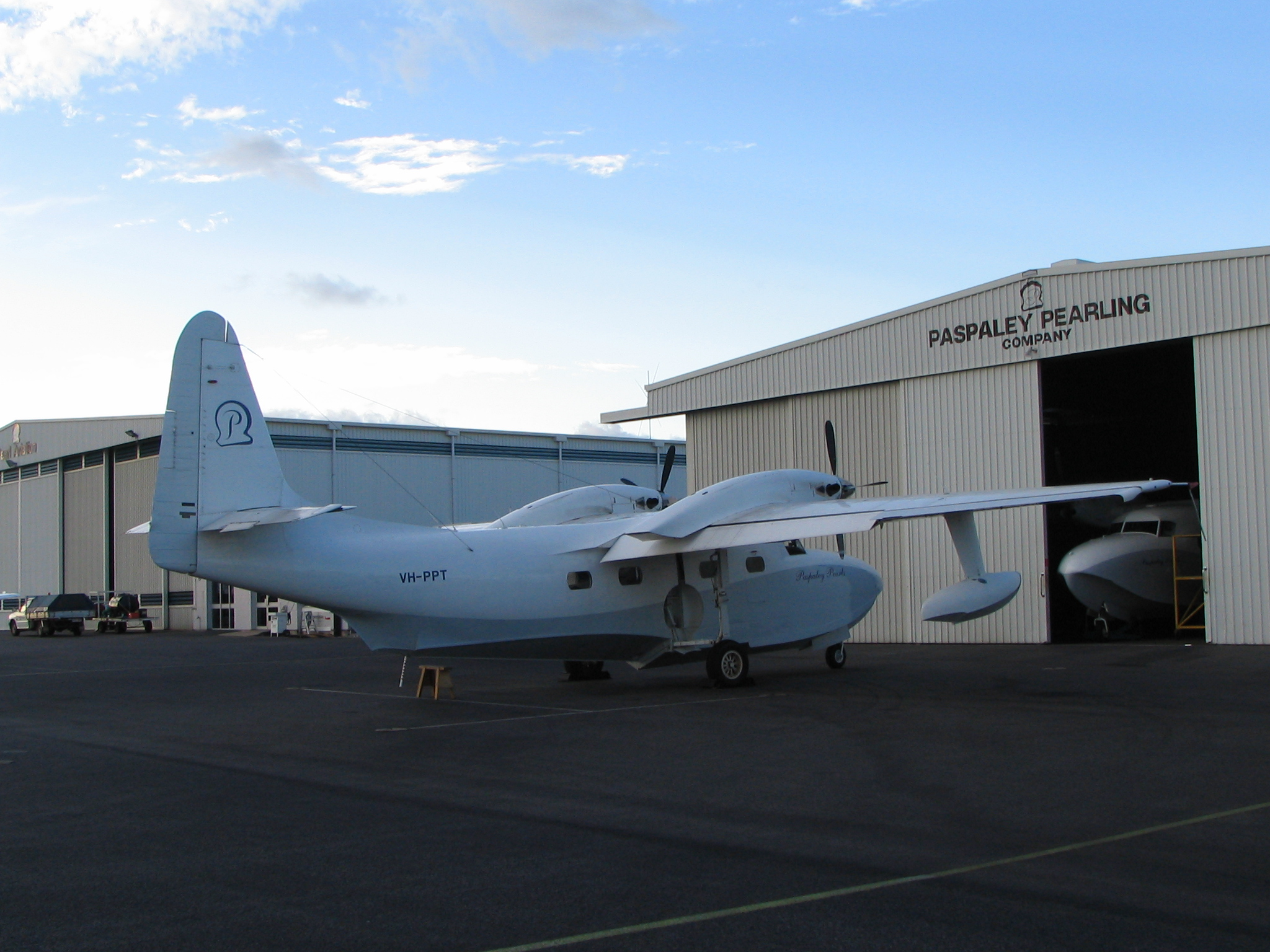
Vista posteriore destra di un G-73T Turbo Mallard, conversione turboelica australiana per la Paspaley Pearling.

Australia
- Paspaley Pearling Co.

 Canada
- Pacific Western Airlines

 Stati Uniti
- Antilles Airboats
- Chalk's Ocean Airways
- Virgin Islands Seaplane Shuttle

### Militari
Egitto
- Royal Egyptian Air Force